# 追贈

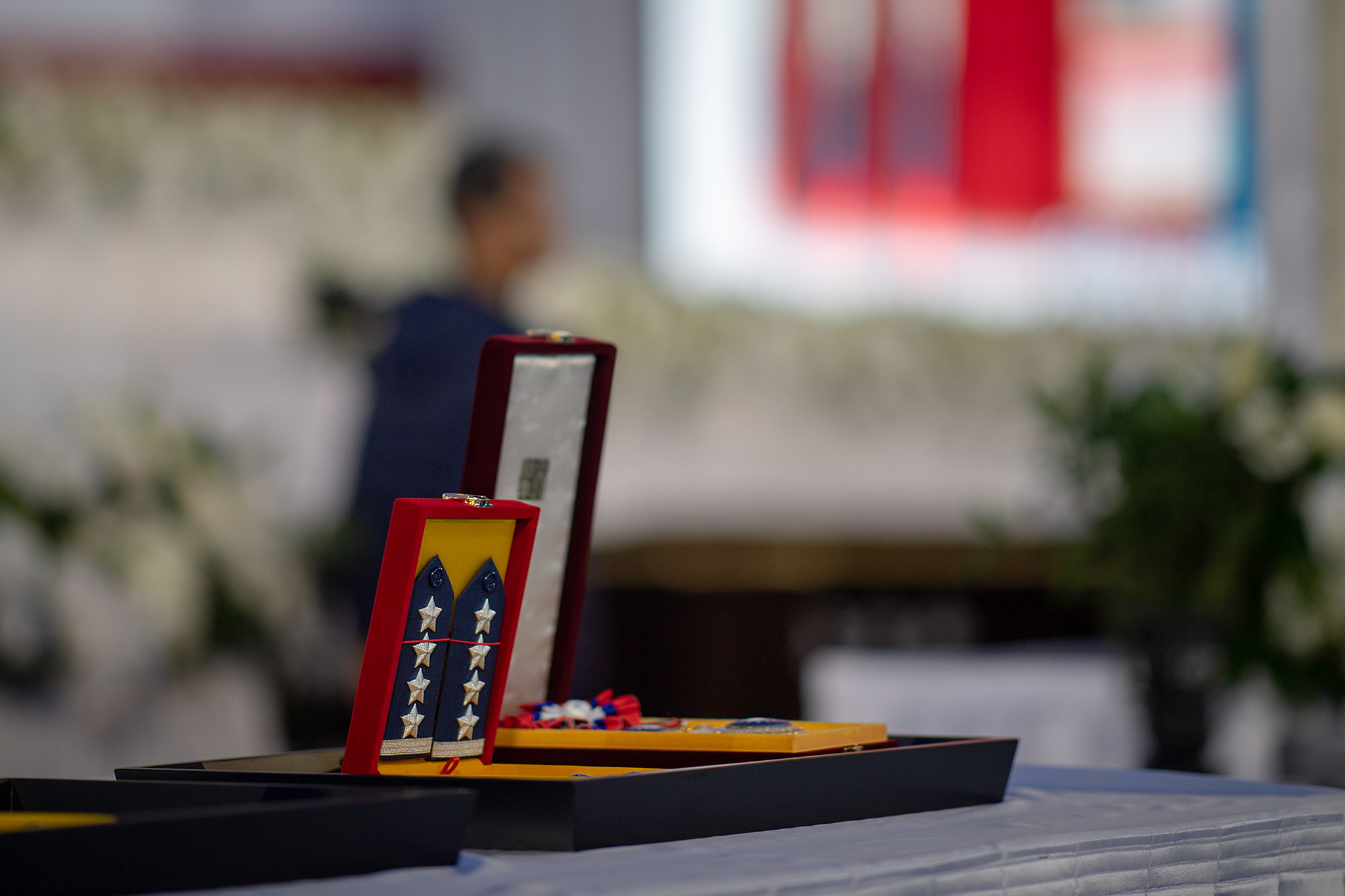
中華民國空軍二級上將沈一鳴於UH-60M黑鷹直升機墜毀事故因公殉職後被中華民國政府追授一級上將軍階及青天白日勳章

追贈，或作追封、追晉、追授，即加封死者的官職、勳位、荣誉称号，一般用在因公殉職或者陣亡的軍人、警員、公務員等，或特別表揚對政府有貢獻的死者。中國古代王朝晉封沒有掌權的君主或沒有帝號的君主為帝或太上皇的行為，則稱為「追尊」，但條件是被追尊者必須過世，否則只能稱為遙尊。

另一種情況是，後代成為高級官吏或貴族，朝廷為表示獎賞，對其祖先加封。或者子孫追尊先人，始於周武王。宋高承《事物紀原》追贈：「自武王克商，追王太王、王季，故後代有追諡追尊之典，兩漢逮今，人臣亦有追贈之制。」